# Epidendrum centropetalum
Epidendrum centropetalum är en orkidéart som beskrevs av Heinrich Gustav Reichenbach. Epidendrum centropetalum ingår i släktet Epidendrum och familjen orkidéer. Inga underarter finns listade i Catalogue of Life.

## Bildgalleri

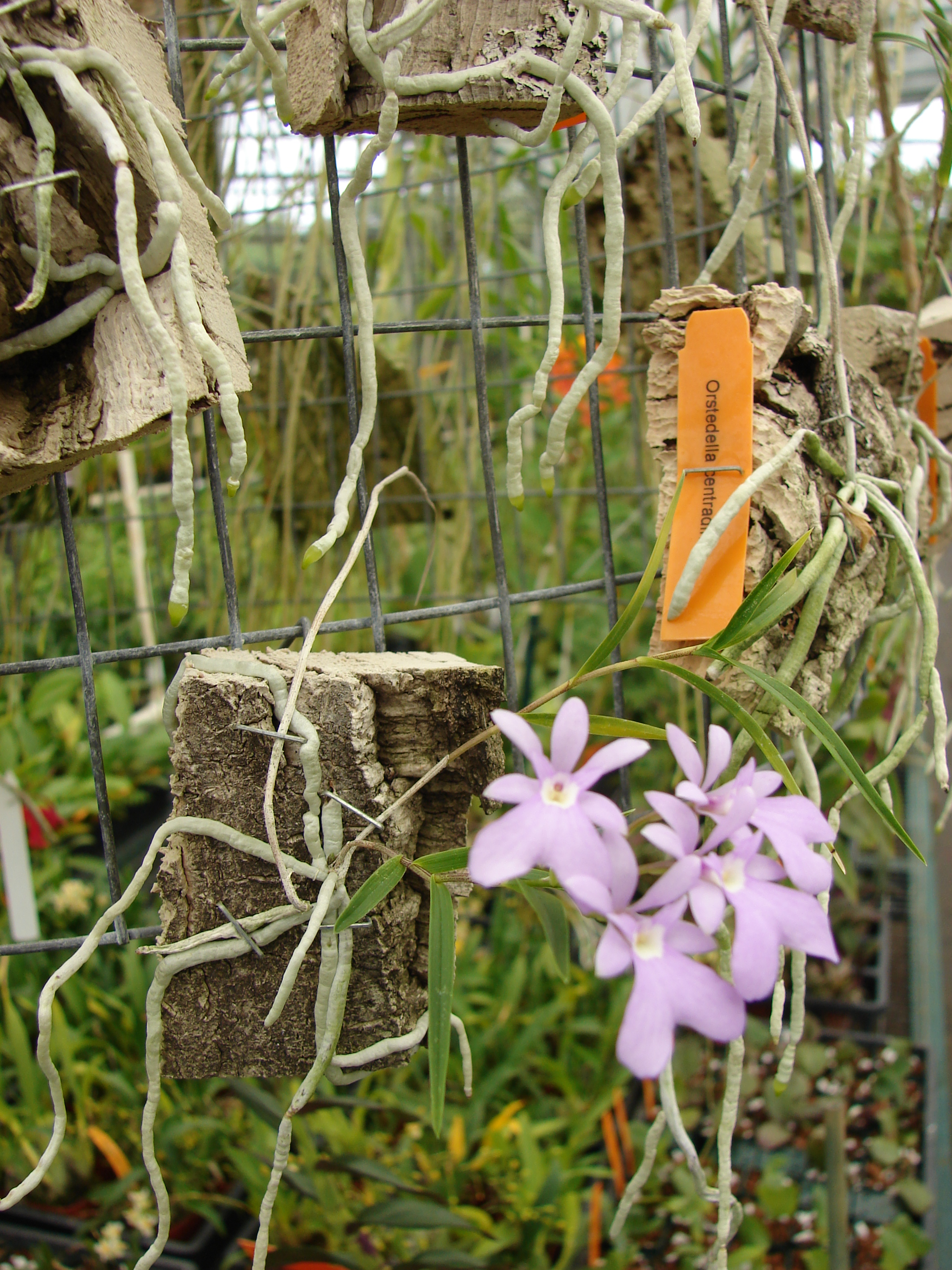
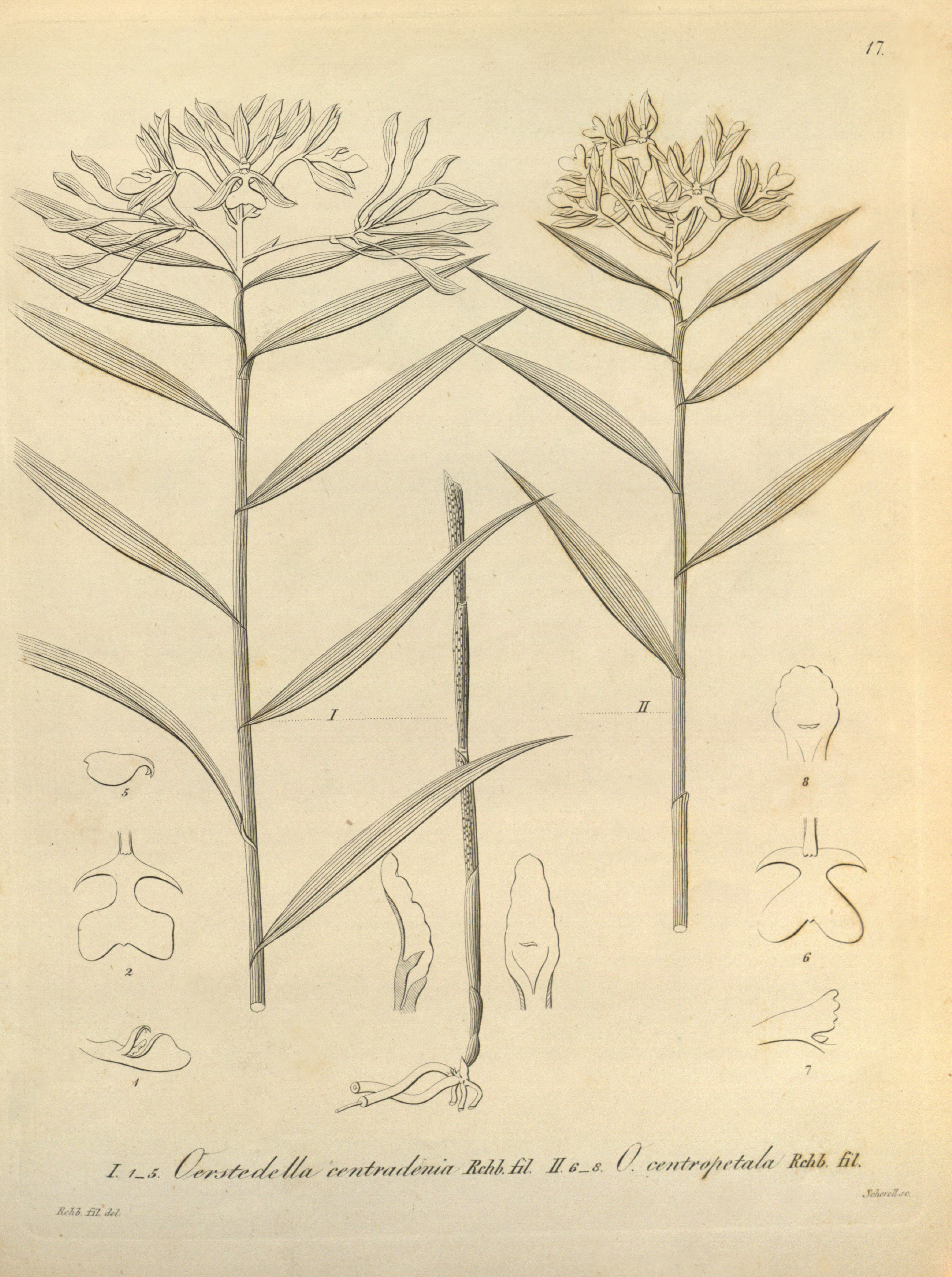
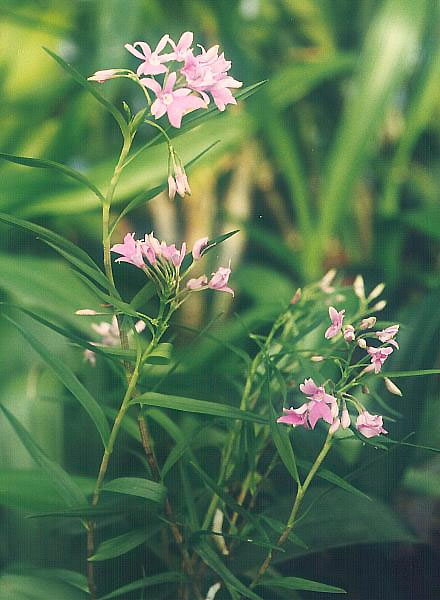
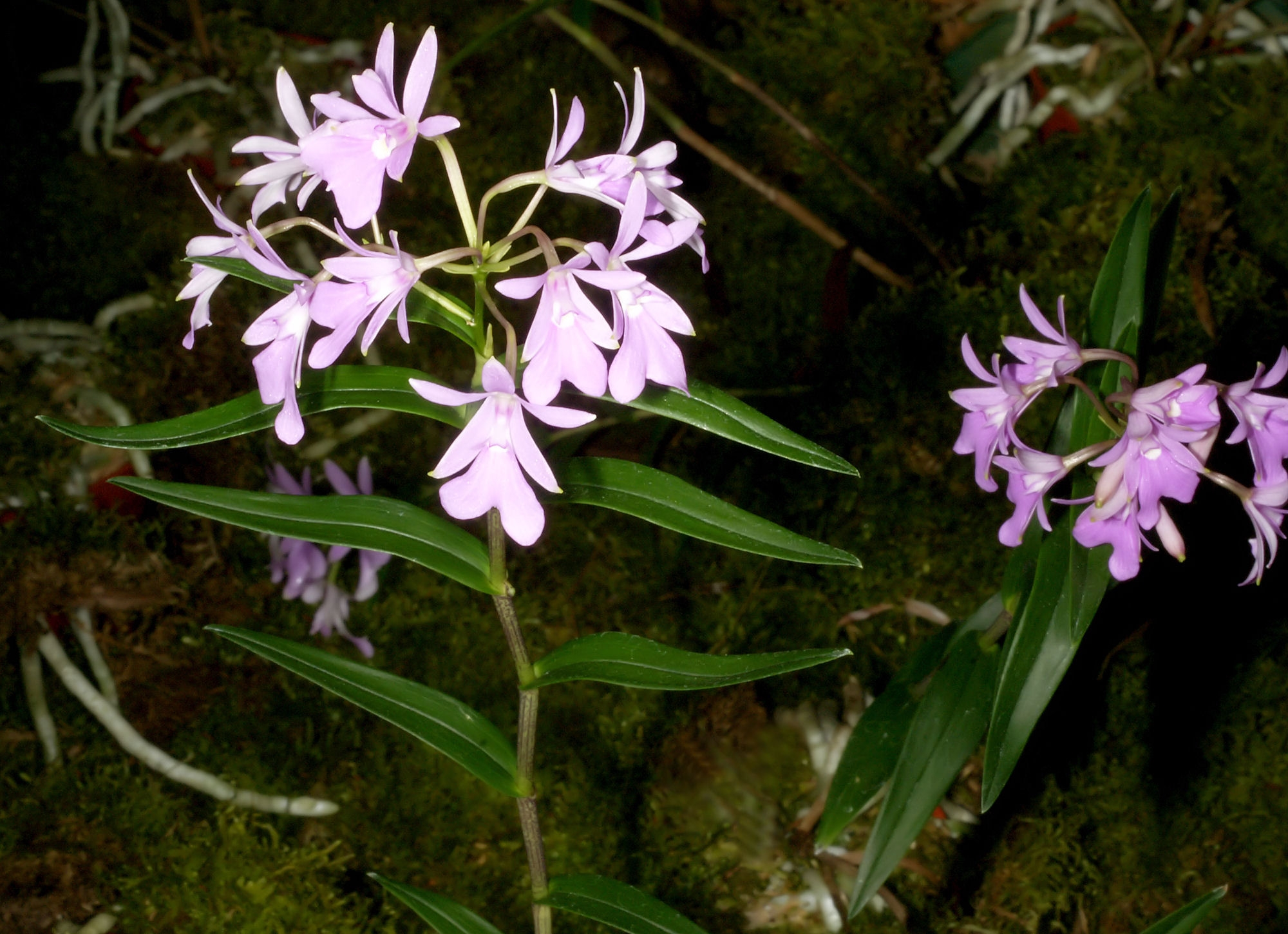
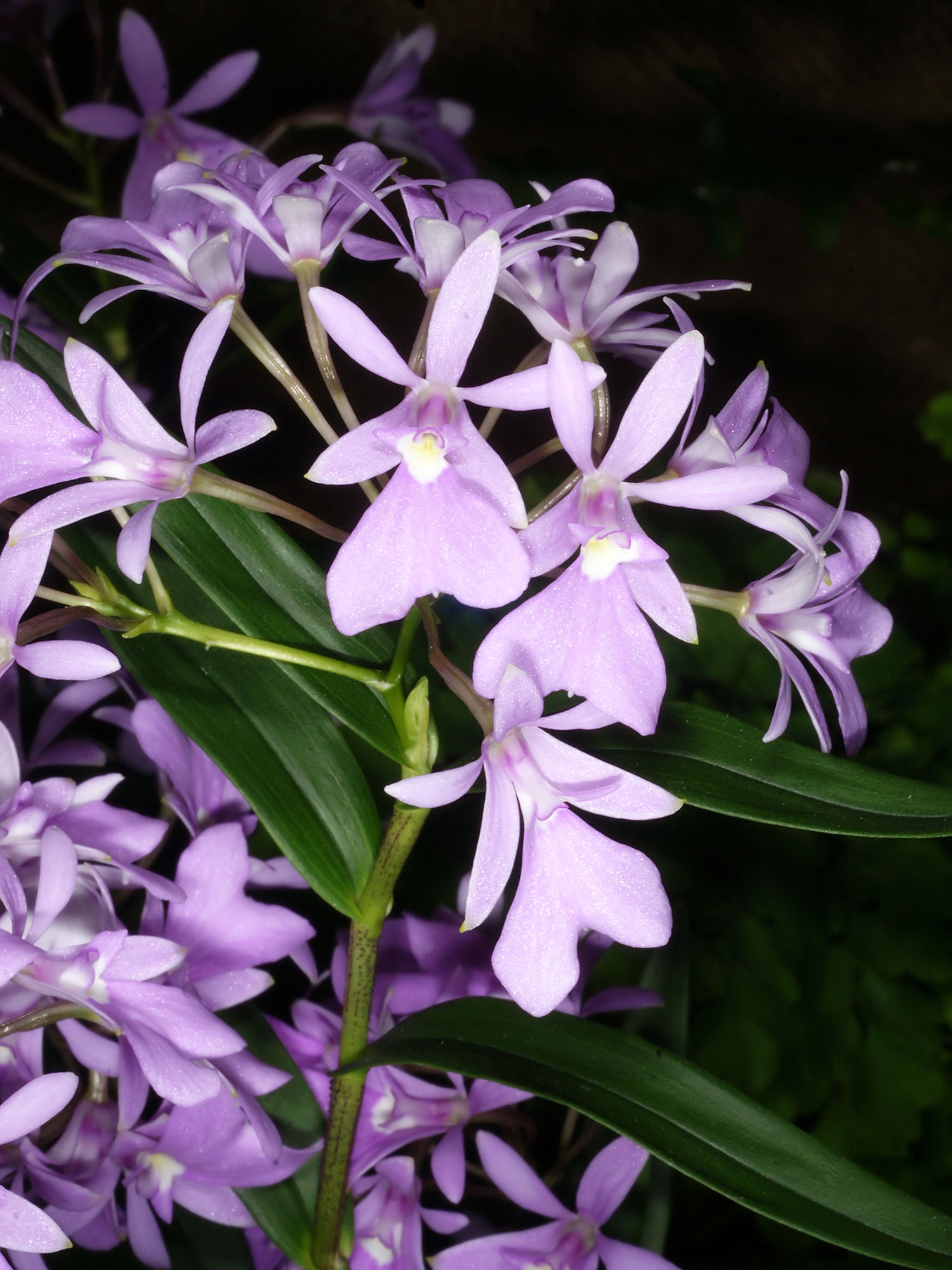
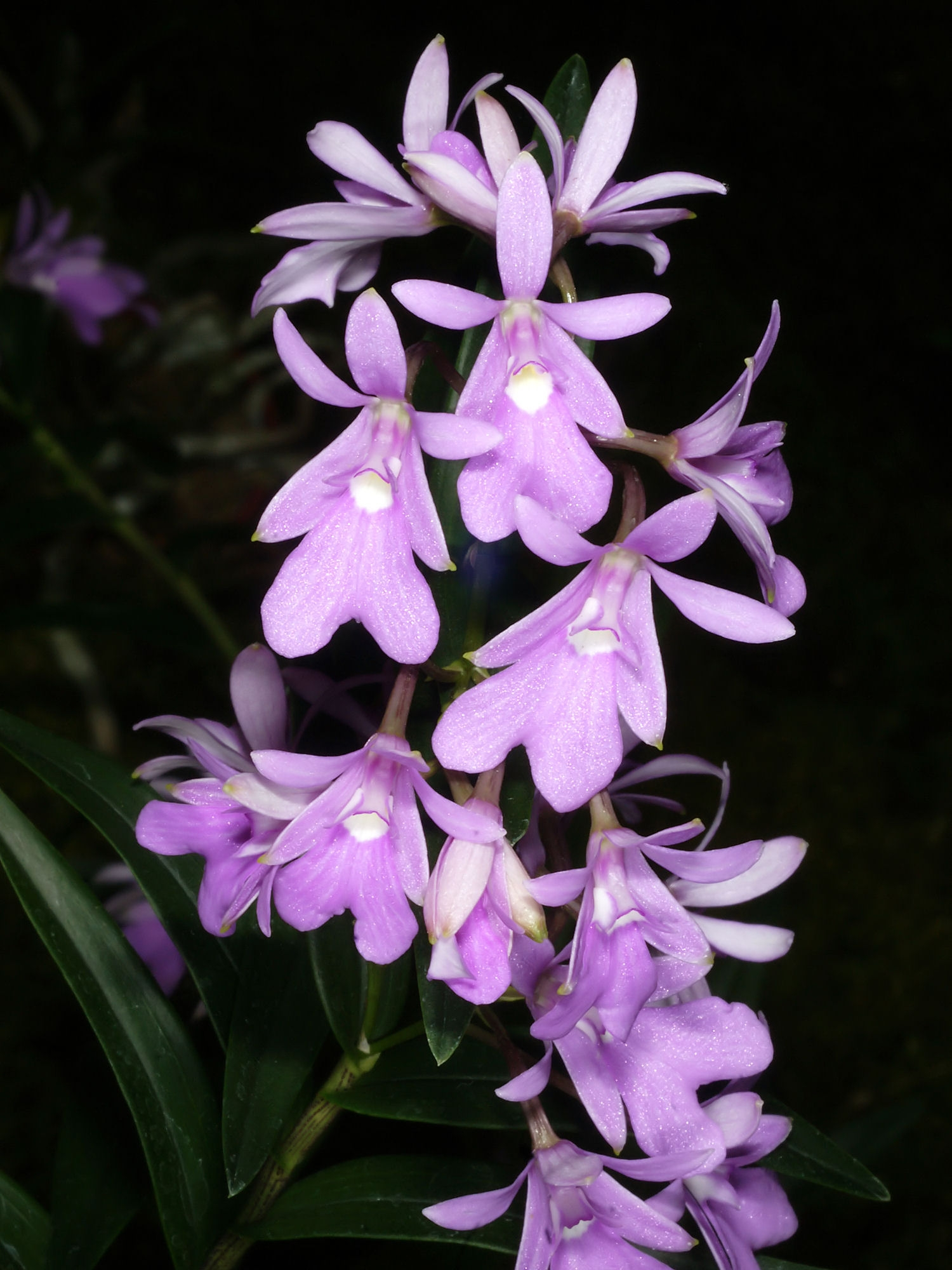